# Johann Ernst von Löwenstein-Wertheim-Rochefort
Johann Ernst von Löwenstein-Wertheim-Rochefort (* 14. Juni 1667 in Wertheim; † 26. Juli 1731 in Aachen) war Bischof von Tournai.

## Leben
Johann Ernst war der Sohn des Grafen Ferdinand Karl zu Löwenstein-Wertheim-Rochefort (* 1616; † 1672) und seiner Frau Anna Maria von Fürstenberg-Heiligenberg (* 1634; † 1705), Tochter von Ernst Egon von Fürstenberg-Heiligenberg. Einer seiner 13 Geschwister war Maximilian Karl.
Johann Ernst wurde zum Bischof von Tournai bestellt und die Ernennung am 22. Mai 1713 durch Papst Clemens XI. bestätigt. Die Bischofsweihe empfing er am 25. Februar des folgenden Jahres. Zwei Jahre später wurde er auch Fürstabt der Klöster Stablo und Malmedy.